# Solariorbis shimeri
Solariorbis shimeri är en snäckart. Solariorbis shimeri ingår i släktet Solariorbis och familjen Vitrinellidae. Inga underarter finns listade i Catalogue of Life.